# Горы Ливингстона
Го́ры Ли́вингстона (англ. Livingstone Mountains) — горы на юго-западе Танзании, к северо-востоку от озера Ньяса.
Горы Ливингстона представляют собой группу параллельных хребтов, которые протягиваются на 160 км между горами Порото на севере и тектонической долиной Рухуху на юге. Высшая точка — гора Мторви (2961 м). Горы сложены преимущественно гранитами и гнейсами. Количество осадков обычно не превышает 2000 мм. Склоны гор покрыты саваннами и лесами, безлистными в сухой сезон; на вершинах господствуют горные степи.
Горы получили название в честь шотландского путешественника Давида Ливингстона.